# Atlantis (rymdfärja)
För andra betydelser, se Atlantis (olika betydelser).
Atlantis (OV-104) är en av de rymdfärjor som tillhörde den amerikanska rymdflygstyrelsen Nasa. Atlantis var den fjärde rymdfärjan som byggdes. Atlantis gjorde sin första flygning i oktober 1985, då den användes för ett militärt uppdrag, liksom de nästkommande fyra flygningarna. Efter detta har färjan använts för andra, mer civila uppdrag. Med start 1995 gjorde Atlantis sju resor på raken till den ryska rymdstationen Mir.
Från november 1997 till juli 1999 byggdes färjan om för att kunna utföra konstruktionsarbeten på den internationella rymdstationen ISS, runt 165 ändringar gjordes. Efter systerfärjan Columbias haveri i början av 2003 gjordes ytterligare ändringar med Atlantis och de då kvarvarande systerfärjorna Endeavour och Discovery. Dessa ändringar har främst syftat till att förbättra färjornas driftsäkerhet. Atlantis trettioandra planerade flygning var uppdraget STS-132 till ISS med start den 14 maj 2010 och landning den 26 maj 2010.
Atlantis genomförde det sista planerade uppdraget, STS-135, med start 8 juli 2011.
Numera finns Atlantis i en utställning på Kennedy Space Center.

## Konstruktion

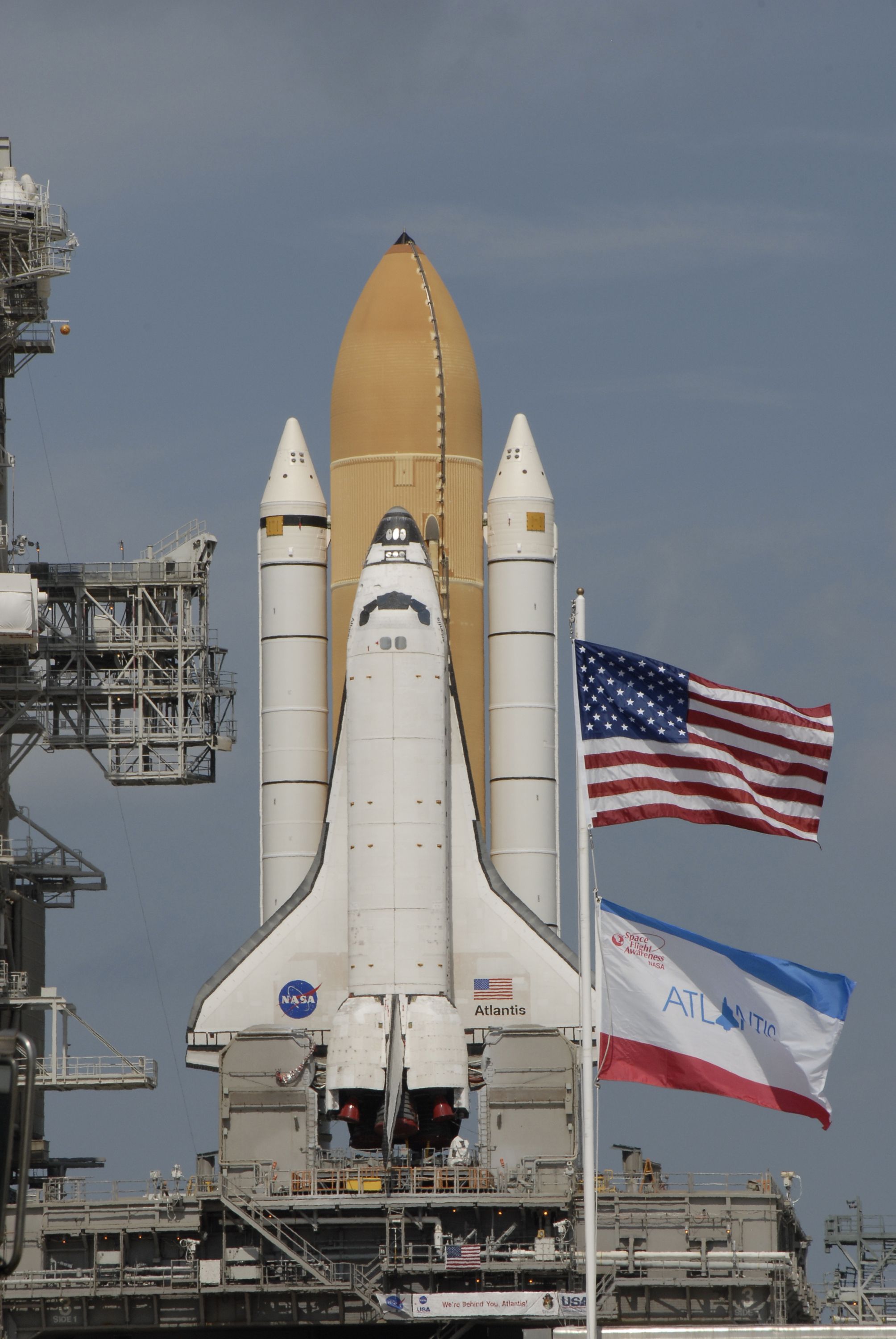
Atlantis på startplattan.

Vid konstruktionen av Atlantis utnyttjades de erfarenheter man lärt från dess föregångare. Färjans tjänstevikt kunde reduceras med 3 ton jämfört med Columbia, Nasas första rymdfärja. Dessutom behövdes bara halva tiden för att färdigställa Atlantis. 

## Rymdfärdsuppdragen
| Färd | Uppdrag  | Startdatum        | Landning          | Färdens tid |
| ---- | -------- | ----------------- | ----------------- | ----------- |
| 1    | STS-51-J | 3 oktober 1985    | 7 oktober 1985    | 97:44:38    |
| 2    | STS-61-B | 26 november 1985  | 3 december 1985   | 165:04:49   |
| 3    | STS-27   | 2 december 1988   | 6 december 1988   | 105:05:37   |
| 4    | STS-30   | 4 maj 1989        | 8 maj 1989        | 96:56:27    |
| 5    | STS-34   | 18 oktober 1989   | 23 oktober 1989   | 119:39:21   |
| 6    | STS-36   | 28 februari 1990  | 4 februari 1990   | 106:18:22   |
| 7    | STS-38   | 15 november 1990  | 20 november 1990  | 117:54:31   |
| 8    | STS-37   | 5 april 1991      | 11 april 1991     | 143:32:44   |
| 9    | STS-43   | 2 augusti 1991    | 11 augusti 1991   | 213:21:25   |
| 10   | STS-44   | 24 november 1991  | 1 december 1991   | 166:50:44   |
| 11   | STS-45   | 24 mars 1992      | 2 april 1992      | 214:09:28   |
| 12   | STS-46   | 31 juli 1992      | 8 augusti 1992    | 191:15:03   |
| 13   | STS-66   | 3 november 1994   | 14 november 1994  | 262:34:02   |
| 14   | STS-71   | 27 juni 1995      | 7 juli 1995       | 235:22:17   |
| 15   | STS-74   | 12 november 1995  | 20 november 1995  | 196:30:46   |
| 16   | STS-76   | 22 mars 1996      | 31 mars 1996      | 221:15:53   |
| 17   | STS-79   | 16 september 1996 | 29 september 1996 | 243:18:26   |
| 18   | STS-81   | 12 januari 1997   | 22 januari 1997   | 244:55:21   |
| 19   | STS-84   | 15 maj 1997       | 24 maj 1997       | 221:19:56   |
| 20   | STS-86   | 25 september 1997 | 6 oktober 1997    | 259:20:50   |
| 21   | STS-101  | 19 maj 2000       | 29 maj 2000       | 236:09:09   |
| 22   | STS-106  | 8 september 2000  | 20 september 2000 | 283:12:15   |
| 23   | STS-98   | 7 februari 2001   | 20 februari 2001  | 309:21:00   |
| 24   | STS-104  | 12 juli 2001      | 24 juli 2001      | 306:36:39   |
| 25   | STS-110  | 8 april 2002      | 19 april 2002     | 259:43:48   |
| 26   | STS-112  | 7 oktober 2002    | 18 oktober 2002   | 252:58:44   |
| 27   | STS-115  | 9 september 2006  | 21 september 2006 | 283:06:35   |
| 28   | STS-117  | 8 juni 2007       | 22 juni 2007      | 332:12:44   |
| 29   | STS-122  | 7 februari 2008   | 20 februari 2008  | 306:22:00   |
| 30   | STS-125  | 11 maj 2009       | 24 maj 2009       | 309:21:00   |
| 31   | STS-129  | 16 november 2009  | 27 november 2009  | 259:16:13   |
| 32   | STS-132  | 14 maj 2010       | 26 maj 2010       | 282:29:09   |
| 33   | STS-135  | 8 juli 2011       | 20 juli 2011      | 306:28:50   |

| Nasarymdfärjan Atlantis                | Nasarymdfärjan Atlantis                | Nasarymdfärjan Atlantis                | Nasarymdfärjan Atlantis                | Nasarymdfärjan Atlantis                | Nasarymdfärjan Atlantis                | Nasarymdfärjan Atlantis                |
| Uppdragsemblem för Atlantis flygningar | Uppdragsemblem för Atlantis flygningar | Uppdragsemblem för Atlantis flygningar | Uppdragsemblem för Atlantis flygningar | Uppdragsemblem för Atlantis flygningar | Uppdragsemblem för Atlantis flygningar | Uppdragsemblem för Atlantis flygningar |
| -------------------------------------- | -------------------------------------- | -------------------------------------- | -------------------------------------- | -------------------------------------- | -------------------------------------- | -------------------------------------- |
|                                        |                                        |                                        |                                        |                                        |                                        |                                        |
| STS-51-J                               | STS-61-B                               | STS-27                                 | STS-30                                 | STS-34                                 | STS-36                                 | STS-38                                 |
|                                        |                                        |                                        |                                        |                                        |                                        |                                        |
| STS-37                                 | STS-43                                 | STS-44                                 | STS-45                                 | STS-46                                 | STS-66                                 | STS-71                                 |
|                                        |                                        |                                        |                                        |                                        |                                        |                                        |
| STS-74                                 | STS-76                                 | STS-79                                 | STS-81                                 | STS-84                                 | STS-86                                 | STS-101                                |
|                                        |                                        |                                        |                                        |                                        |                                        |                                        |
| STS-106                                | STS-98                                 | STS-104                                | STS-110                                | STS-112                                | STS-115                                | STS-117                                |
|                                        |                                        |                                        |                                        |                                        |                                        |                                        |
| STS-122                                | STS-125                                | STS-129                                | STS-132                                | STS-135                                |                                        |                                        |

## Populärkultur
År 1998 medverkade Atlantis i filmen Armageddon, där hon förstördes av splitter från en gigantisk asteroid.